# Billy Lansdowne
Billy Lansdowne, diminutivo di William Lansdowne (Epping, 28 aprile 1959) è un ex calciatore inglese, di ruolo attaccante.

## Biografia
Il suo omonimo padre (soprannominato Bill e non Billy) era stato a sua volta un calciatore professionista, ed aveva tra l'altro vestito per diverse stagioni la maglia del West Ham Utd, club con cui Billy ha esordito.

## Carriera
Dopo aver giocato nelle giovanili del West Ham esordisce in prima squadra (e più in generale tra i professionisti) nella stagione 1979-1980, all'età di 20 anni; oltre a partecipare alla vittoria della FA Cup 1979-1980, vince il campionato nella stagione 1980-1981, segnando una rete in complessive 9 presenze nell'arco delle due stagioni trascorse agli Hammers (più precisamente gioca una partita di campionato nella stagione 1979-1980 ed 8 partite in quella successiva, durante la quale totalizza anche complessivamente 5 presenze e 3 reti in Coppa di Lega, grazie alle quali arriva a complessive 4 reti in 14 presenze fra tutte le competizioni ufficiali con la maglia del club londinese). In seguito nella stagione 1981-1982 gioca sempre in seconda divisione ma con il Charlton, con cui mette a segno 4 reti in 32 presenze; nella stagione 1982-1983 mette invece a segno 2 reti in 6 presenze in terza divisione con il Gillingham, arrivando così ad un totale in carriera di 47 presenze e 7 reti nei campionati della Football League.
Nel 1983 si trasferisce in Svezia, al Kalmar, club della prima divisione locale, con cui nel 1985 segnando 10 reti vince anche il titolo di capocannoniere del campionato alla pari con Sören Börjesson e Peter Karlsson; nel 1987 vince inoltre la Coppa di Svezia, giocando poi 4 partite nella Coppa delle Coppe 1986-1987 ed una partita nella Coppa UEFA 1987-1988, alle quali aggiunge complessive 122 presenze e 38 reti nella prima divisione svedese nell'arco di cinque campionati, dal 1983 al 1988, anno in cui torna in patria, dove prima di ritirarsi gioca per alcune stagioni a livello semiprofessionistico con dei club dell'area metropolitana di Londra.

## Palmarès

### Club

#### Competizioni nazionali
- Coppa d'Inghilterra: 1

West Ham: 1979-1980
- Campionato inglese di seconda divisione: 1

West Ham: 1980-1981
- Coppa di Svezia: 1

Kalmar: 1987

### Individuale
- Capocannoniere del campionato svedese: 1

1985 (10 reti, alla pari con Sören Börjesson e Peter Karlsson)